# Autoroute A313 (France)
Pour les articles homonymes, voir Route 313.
L'autoroute A313, ou A313, est une courte autoroute française, antenne de l'A31, reliant cette dernière à la D120 vers Pont-à-Mousson, sur la commune d'Atton.
Elle est non concédée et gérée par la DIR Est.
L'A313 prend son origine depuis un échangeur en Y à partir de l'A31 et passe au-dessus de celle-ci par un pont de type PSIDP; à cet endroit, les chaussées sont séparées; ensuite, la circulation se rétablit sur une chaussée séparée à  double voie et conserve toujours son statut autoroutier.
Au bout de trois kilomètres, en passant le long d'une zone de plaines inondables, elle se termine pour laisser place à l'avenue des États-Unis à Pont-à-Mousson, boulevard urbain avec différents commerces.

## Région
- Lorraine

## Département
- Meurthe-et-Moselle

## Sites naturels
- Colline de Mousson (qui a donné le nom de Pont-à-Mousson).

## Sorties de l'A313
- Échangeur entre A31 et A313 : Nancy (depuis et vers Nancy, demi-échangeur)
  -   Limitation à 110 km/h
  -  Limitation à 90 km/h
- Atton - D120  : Atton (quart-échangeur)
  -  Réduction à 2 × 1 voies
  -  Limitation à 70 km/h
- A313 devient D120 vers Pont-à-Mousson